# Inquisition
Inquisition (en español: Inquisición) es una banda de metal formada en Cali, Colombia, en 1988 por Jason Wilson - Dagon. 

## Historia y estilo
En 1996 Jason - Dagon deja Colombia y viaja a los Estados Unidos para continuar con la banda y buscar un nuevo baterista. Ese mismo año conoce a Thomas Stevens - Incubus, exbaterista de la banda Pregasm; el cual se une a la banda encargado de la batería. Es así como empieza la elaboración de su primer álbum de larga duración, Into the Infernal Regions of the Ancient Cult.

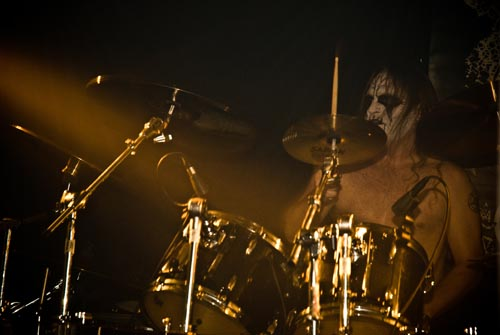
Incubus en el Live at Hole In The Sky ,2008.

La banda reside en la ciudad de Seattle. El estilo de la banda incluye riffs lentos, profundos y oscuros mezclados con cambios súbitos a tempos más rápidos en los cuales también incluyen solos de guitarra melódicos. El sonido clásico de Inquisition tiene una clara influencia de la "vieja escuela" del thrash metal mezclada con el más oscuro y caótico black metal, el cual consiste en usar el tremolo en tonos bajos. Otro elemento destacable del sonido de Inquisition es el estilo "blast beat" de Incubus.
La voz de Dagon es diferente en cada álbum, siendo su objetivo el inducir una sensación de trance. Dagon ha dicho que la voz que expresa no es para parecerse a una voz humana, sino más bien para asemejarse a la voz de un entidad etérea en forma demoníaca, la cual está gritando un mensaje que no se puede entender plenamente.

## Miembros actuales
- Dagon - Voz, guitarra (1988-presente)
- Incubus - Batería (1996-presente)

## Exmiembros
- John Santa - Batería 1988 - 1994
- Endhir Xo Kpurtos - Batería 1996
- Debandt - Bajo eléctrico
- Cesar Santa - Bajo eléctrico 1989
- Carlos Arcila - Teclados y flauta

## Discografía
- Anxious Death (1989, EP)
- Forever Under (1993, demo)
- Incest Of Rest (1993 EP, demo)
- Summoning The Black Dimensions In The Farallones/ Nema(Álbum split Con Profane Creation de Brasil 1996)
- Into the Infernal Regions of the Ancient Cult (1998, Álbum)
- Invoking the Majestic Throne of Satan (2002, Álbum)
- Magnificent Glorification of Lucifer (2004, Álbum)
- Nefarious Dismal Orations (2007, Álbum)
- Ominous Doctrines of the Perpetual Mystical Macrocosm (2010, Álbum)
- Obscure Verses for the Multiverse (2013, Álbum)
- Bloodshed across the Empyrean Altar Beyond the Celestial Zenith (2016, Álbum)
- Black Mass for a Mass Grave (2020, Álbum)

En Vivo:
- Diabolus Nostrum Vinco (2005)
- Demonic Ritual In Unholy Blackness (2018)
- Bloodshed Across Guatemala (2018)

## Rarezas
- Unholy Inquisition Rites (2004, EP que se usó como un anticipo del álbum de larga duración próximo con canciones en vivo.
- Anxious Death/Forever Under (2006, Álbum recopilatorio producido por Nuclear War Now! Prod.)